# Land van Trégor

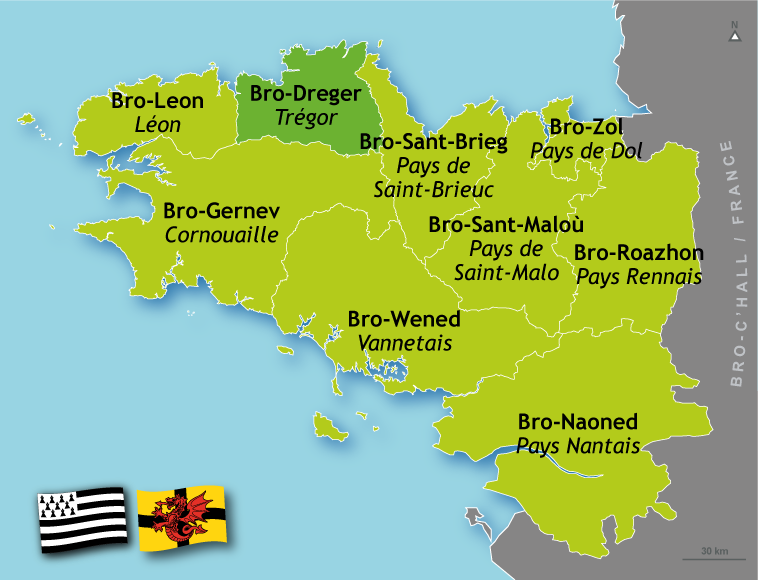
Liggen van de Trégor in Bretagne

Vlag van Bro-Dreger

Trégor of het land van Trégor (Bretons: Bro-Dreger) is een historische streek in de Franse regio Bretagne. De streek heeft als historische hoofdplaats de stad Tréguier (Bretons : Lan Dreger).
Tegenwoordig bestrijkt het gebied 127 gemeenten op ruim 2.250 km² bijna 200.000 inwoners.